# Vereinigte Flugtechnische Werke
Vereinigte Flugtechnische Werke (Объединенный авиационный машиностроительный завод)
Компания была образована в 1964 году в результате слияния двух немецких аэрокосмических фирм: Focke-Wulf и Weser Flugzeugbau GmbH (Weserflug). Образование VFW было естественным результатом, поскольку обе компании сотрудничали вместе с Hamburger Flugzeugbau (HFB) в группе Nord (ERNO) альянса по разработке ракетных технологий с 1961 года, и этот шаг считался естественным. Такое сотрудничество продолжалось на протяжении всех лет работы VFW, не только через ERNO, но и через голландского производителя самолетов Fokker, который в 1969 году создал совместное предприятие с компанией VFW-Fokker GmbH для продвижения. Сотрудничество с Fokker с годами существенно ослабло, на него сильно повлияли плохие результаты программы VFW 614, в результате чего в 1980 году компания VFW-Fokker GmbH была ликвидирована. В 1981 году VFW была приобретена ее отечественным конкурентом, Messerschmitt-Bölkow- Блома (МББ) и был в значительной степени интегрирован в него. В результате различных слияний и поглощений нынешней компанией-преемником VFW стала транснациональная Airbus Group. Космическая деятельность компании в рамках ERNO также была интегрирована в одно из операционных подразделений Airbus.